# Abenteuer in Bamsdorf
Abenteuer in Bamsdorf ist ein deutscher Kinderfilm der DEFA von Konrad Petzold aus dem Jahr 1958. Es handelt sich um die Fortsetzung des Films Die Fahrt nach Bamsdorf aus dem Jahr 1956.

## Handlung
Die Geschwister Toni und Rita kommen in Bamsdorf an, wo sie bei ihrer Oma die Ferien verbringen wollen. Toni trifft hier seinen Freund Klaus wieder, der ihm seine neuste Entdeckung anvertraut: Er hat eine Höhle ausfindig gemacht. Beide Jungen beschauen sich die Höhle und Toni erkennt, dass von ihr ein Gang ins Innere abgeht, der jedoch verschüttet ist. Toni und Klaus beschließen, die Höhle am nächsten Tag ausgiebig zu erkunden. Die kleine Rita können sie dabei nicht gebrauchen.
Auch die Oma legt am nächsten Tag fest, dass Rita lieber mit einem anderen Mädchen aus dem Dorf spielen soll. Als sie jedoch für die Erntehelfer Kochen geht und Rita allein zurücklässt, folgt diese heimlich den Jungen. Toni hat beim Abstieg in die Höhle ein Seil gespannt, mit dessen Hilfe sie jederzeit wieder zum Eingang der Höhle finden können. Rita jedoch nimmt und rollt den Faden auf und folgt so den Jungen ins Höhleninnere. Zwar will sie nach kurzer Zeit umkehren, doch versperren nach einem Steinschlag nun riesige Steine den Ausgang.
Tief im Inneren der Höhle treffen Toni und Klaus mit Rita zusammen. Die Jungen reagieren wütend, wird aus dem Abenteuer nun doch mit einem Mal ernst. Sie finden den Ausgang nicht. Schließlich vertragen sich die drei, zumal Toni seine kleine Schwester vor Klaus verteidigt, und gehen systematisch vor, suchen jeden aus dem Raum abgehenden Gang ab und markieren die Wege, die unpassierbar sind. Es ist am Ende Rita, die an unbekannter Stelle einen Weg ins Freie findet. An der oberen Kante eines Steinbruch kommen die drei Kinder wieder ans Tageslicht. Von dort aus kennt Klaus den Weg, der zurück ins Dorf führt. Dabei überwinden sie einen Zaun, an dem ein Schild darauf hinweist, dass das Betreten des Steinbruchs verboten ist. Zu dritt kehren sie ins Dorf zurück und Klaus trägt die kleine Rita auf seinem Rücken.

## Produktion
Im Jahr 1956 hatte Konrad Petzold mit Die Fahrt nach Bamsdorf sein Regiedebüt gegeben. Der im Dezember 1956 uraufgeführte Film um das Geschwisterpaar Toni und Rita, die auf der Reise zu ihrer Großmutter nach Bamsdorf einige Abenteuer erleben, wurde ein großer Erfolg und führte zur Fortsetzung Abenteuer in Bamsdorf. Die Kinderdarsteller waren dabei dieselben, Abenteuer in Bamsdorf schließt direkt an Die Fahrt nach Bamsdorf an, so tragen die inzwischen etwas älteren Darsteller zu Beginn dieselben Kleider wie im ersten Teil, sodass ein nahtloser Übergang beider Filme ineinander suggeriert wird. Im Gegensatz zum ersten Film wurde Abenteuer in Bamsdorf jedoch in Farbe gedreht. Der Film kam am 4. April 1958 in die Kinos.

## Kritik
Die zeitgenössische Kritik lobte Regisseur Petzold dafür, „die Fabel so einfach und so verständlich wie möglich zu halten […] Erfreulich erregend sind die Szenen in dem Höhlengang. Die filmischen Mittel werden gut eingesetzt. Das Bild hat eine große Aussagekraft, und gesprochen wird nur, wenn es unumgänglich notwendig ist.“
Alexander Abusch, Staatssekretär und 1. Stellvertreter des Ministers für Kultur, kritisierte den Film auf der 2. Filmkonferenz im Juli 1958 als zu idyllisch; zudem wurde Petzold vorgehalten, die Pionierorganisation im Film vollständig auszuklammern.
Das Lexikon des internationalen Films nennt Abenteuer in Bamsdorf „[s]chlicht-natürliche Unterhaltung für Kinder.“